# Lacydonia antarctica
Lacydonia antarctica är en ringmaskart som beskrevs av Hartmann-Schröder och Rosenfeldt 1988. Lacydonia antarctica ingår i släktet Lacydonia och familjen Lacydoniidae. Inga underarter finns listade i Catalogue of Life.